# Zarhopaloides
Zarhopaloides is een geslacht van vliesvleugeligen uit de familie Encyrtidae. De wetenschappelijke naam van dit geslacht is voor het eerst geldig gepubliceerd in 1915 door Girault.

## Soorten
Het geslacht Zarhopaloides omvat de volgende soorten:
- Zarhopaloides anaxenor Noyes, 2001
- Zarhopaloides auricaput (Girault, 1923)
- Zarhopaloides axillaris Girault, 1915
- Zarhopaloides cinctithorax (Girault, 1939)
- Zarhopaloides speciosus Girault, 1932